# Nördliches Federseeried
Das Naturschutzgebiet Nördliches Federseeried liegt auf dem Gebiet der  Gemeinden Alleshausen, Seekirch und Uttenweiler im Landkreis Biberach in Baden-Württemberg.
Das Gebiet erstreckt sich südwestlich des Kernortes Ahlen und nordöstlich des Kernortes Alleshausen. Nordöstlich verläuft die B 312.

## Bedeutung
Für Alleshausen, Seekirch und Uttenweiler ist seit dem 10. April 2001 ein 170,0 ha großes Gebiet unter der Kenn-Nummer 4.301 als Naturschutzgebiet ausgewiesen. Es handelt sich um einen „für das Traufgebiet der Hohen Schwabenalb repräsentativen Hangabschnitt mit Mergelrutschhalden, Felsbildungen, reliktischen Pflanzengesellschaften und wertvollen Waldgesellschaften.“ Es ist ein „Lebensraum für eine Vielzahl seltener, überwiegend alpigener, z. T. stark gefährdeter Pflanzenarten, sowie seltener Tierarten mit teilweise nicht genutzten, oft nur extensiv bewirtschafteten, reich strukturierten Wäldern und reliktischen Wildgrasfluren.“ Das Gebiet enthält „europaweit bedeutende Fundstätten von Siedlungsresten aus der Stein- und Bronzezeit.“